# Manas (epos)

Pomnik Manasa przed budynkiem filharmonii w Biszkeku

Manas (kirg. Манас дастаны) – epos kirgiski. Epos zawiera 500 tysięcy rymowanych wierszy. Jest swoistą kroniką życia narodu kirgiskiego przekazywaną ustnie z pokolenia na pokolenie. Cykl składa się z trzech części, opowiadających o Manasie, jego synu Semeteju i wnuku Sejteku.

## Historia

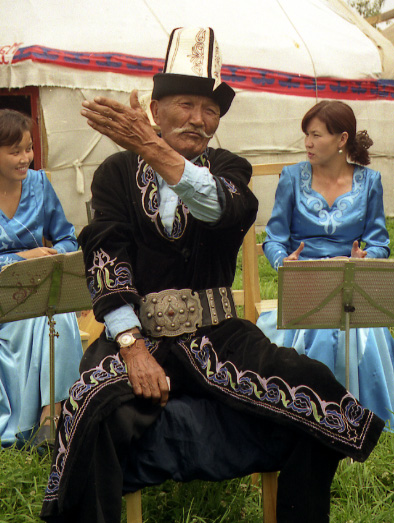
Kirgiski manasczy podczas recytacji eposu

Epos przez wieki był przekazywany ustnie, dopiero później został spisany. Niektórzy Kirgizi znają cały utwór na pamięć. Nazywa się ich manasczy, ponieważ dzięki nim epos, który jest elementem kultury ludowej Kirgizów zachował się. Aby ich wspierać w 2010 roku powstała organizacja „Uluu Bajn”. Do zostania prawdziwym manasczy trzeba mieć specjalne predyspozycje. chociaż współcześnie w Kirgistanie działa szkoła w której kształci się kilka osób. Dzieci w kirgiskich szkołach mają obowiązkowy przedmiot „Manasoznawstwo”.

## UNESCO
Na 49 Sesji Zgromadzenia Narodów Zjednoczonych 1995 rok został ogłoszony rokiem Manasa.
W 2009 roku epos został wpisany przez Chiny na listę niematerialnego dziedzictwa UNESCO. W uzasadnieniu podkreślono, że Kirgizi mieszkający w Sinciang w Chinach, uważają, że pochodzą od bohatera eposu Manasa, dlatego epos przekazywany ustnie jest elementem tradycji kirgiskiej mniejszości. Jest on wyśpiewywany przez manasczy bez akompaniamentu muzycznego podczas ważnych dla społeczności momentów takich jak wesele, pogrzeby i inne.
W 2013 roku wpisano z inicjatywy Kirgistanu trylogię Manas, Semetej i Sejtek. W uzasadnieniu podano, że jest to świadectwo pamięci historycznej narodu kirgiskiego. Podkreślono rolę opowiadaczy, zarówno mężczyzn, jak i kobiet w różnym wieku. Podkreślono rolę „powołania” na tę funkcję poprzez proroczy sen, który uważa się za znak od bohaterów eposu. Są oni wsparciem zarówno moralnym, jak i duchowym dla Kirgizów podczas uroczystości, konfliktów czy klęsk żywiołowych.